# Дневне новине (новине)
Дневне новине су биле дневне новине из Црне Горе. Први уредник и власник био је Борис Дармановић, власник Медиа Неа, црногорске медијске агенције.

## Историја
Лист је покренут 10. октобра 2011. године као четврти црногорски дневни лист (поред Побједе, Вијести и Дана). Рекламиран је као антифашистички и антинационалистички лист, као лист који промовише друштвену правду, толеранцију и различитост и бори се против корупције.
Седмог маја 2012. Дневне новине постале су прве и од октобра 2012. године једине бесплатне новине у Црној Гори. Жељко Ивановић и Младен Милутиновић, власници Вијести и Дана, покушали су да саботирају тај потез претњом да ће повући своје листове од главних дистрибутера медија у земљи (Tabacco, S Media and Štampa). Ивановићев и Милутиновићев потез наишао је на бројне критике других медија.
Онлајн издање је постало активно од јуна 2012.